# Juhani Kaisjoki
Juhani Kaisjoki (né le 5 novembre 1985 à Espoo en Finlande) est un joueur professionnel finlandais de hockey sur glace. Il joue en ce moment pour l'organisation du Montpellier Agglomération Hockey Club en Division 1, le deuxième plus haut niveau de compétition en France. Il est capitaine de son équipe.

## Biographie

### En club
Kaisjoki est formé par le club du Espoo Blues, il fait ses premiers pas en junior en 1999. En 2006, il commence à jouer dans la Mestis, avec le HC Salamat Kirkkonummi. Après avoir joué pour trois formations en Mestis, il joint le Reims Champagne Hockey en Division 1, puis le Montpellier Agglomération Hockey Club.

### En équipe nationale
Kaisjoki représente la Finlande en sélections des moins de seize ans.

## Statistiques

### En club
| Saison    | Équipe                                | Ligue          |    | Saison régulière | Saison régulière | Saison régulière | Saison régulière | Saison régulière |   | Séries éliminatoires | Séries éliminatoires | Séries éliminatoires | Séries éliminatoires | Séries éliminatoires |
| Saison    | Équipe                                | Ligue          | PJ | B                | A                | Pts              | Pun              | PJ               | B | A                    | Pts                  | Pun                  |                      |                      |
| 1999-2000 | Blues U16                             | Jr. C SM-sarja | 14 | 2                | 2                | 4                | 20               | 4                | 0 | 0                    | 0                    | 14                   |                      |                      |
| 2000-2001 | Blues U18                             | Jr. B SM-sarja | 31 | 4                | 4                | 8                | 36               | -                | - | -                    | -                    | -                    |                      |                      |
| 2001-2002 | Blues U20                             | Jr. B SM-sarja | 24 | 6                | 6                | 12               | 62               | -                | - | -                    | -                    | -                    |                      |                      |
| 2002-2003 | Blues U20                             | Jr. A SM-liiga | 14 | 1                | 3                | 4                | 2                | 10               | 0 | 0                    | 0                    | 2                    |                      |                      |
| 2002-2003 | Blues U18                             | Jr. B SM-sarja | 15 | 8                | 7                | 15               | 62               | -                | - | -                    | -                    | -                    |                      |                      |
| 2003-2004 | Blues U20                             | Jr. A SM-liiga | 38 | 8                | 11               | 19               | 16               | 5                | 0 | 0                    | 0                    | 4                    |                      |                      |
| 2004-2005 | Blues U20                             | Jr. A SM-liiga | 39 | 4                | 20               | 24               | 40               | 7                | 0 | 2                    | 2                    | 0                    |                      |                      |
| 2005-2006 | Blues U20                             | Jr. A SM-liiga | 33 | 7                | 14               | 21               | 81               | 10               | 1 | 7                    | 8                    | 14                   |                      |                      |
| 2006-2007 | HC Salamat Kirkkonummi                | Mestis         | 17 | 1                | 6                | 7                | 8                | 6                | 0 | 0                    | 0                    | 2                    |                      |                      |
| 2007-2008 | Kiekko-Vantaa                         | Mestis         | 42 | 0                | 7                | 7                | 26               | -                | - | -                    | -                    | -                    |                      |                      |
| 2008-2009 | Kotkan Titaanit                       | Mestis         | 44 | 5                | 7                | 13               | 36               | -                | - | -                    | -                    | -                    |                      |                      |
| 2009-2010 | Reims Champagne Hockey                | Division 1     | 20 | 4                | 10               | 14               | 32               | 5                | 1 | 1                    | 2                    | 10                   |                      |                      |
| 2010-2011 | Montpellier Agglomération Hockey Club | Division 1     | 26 | 9                | 19               | 28               | 72               | 3                | 0 | 0                    | 0                    | 6                    |                      |                      |
| 2011-2012 | Montpellier Agglomération Hockey Club | Division 1     | 23 | 6                | 20               | 26               | 58               | 2                | 0 | 1                    | 1                    | 8                    |                      |                      |

### En équipe nationale
| Année   | Compétition            |   | PJ | B | A | Pts | Pun |
| 2000-01 | International-Jr (U16) | 9 | 0  | 0 | 0 | 2   |     |